# Nancy Lopresti
Nancy Lopresti es una exmodelo y actriz de cine, teatro y televisión argentina.

## Carrera
Se inició profesionalmente como modelo en 1964 en las campañas publicitarias que se realizaban en Canal 13. Sensual rubia de la década del '60, brilló fundamentalmente como modelo y actriz de fotonovelas. Siempre compuso personajes atrevidos. Fue “la sexy” del ciclo televisivo Tropicana Club y en 1978 interviene en Casada por poder con Ricardo Bauleo, Eloísa Cañizares y Yeya Duciel. Acompañó a Sandro en la película Siempre te amaré (1971) con la dirección de Leo Fleider.
Su filmografía se completa con Orden de matar (1965, Román Viñoly Barreto), Necesito una madre (1966, Fernando Siro), Villa Delicia, playa de estacionamiento, música ambiental (1966, Viñoly Barreto), Una ventana al éxito y Ritmo, amor y juventud (ambas de 1966 y dirigidas por Enrique de Rosas, hijo), Che, OVNI (1968, Aníbal Uset), La cama (1968, Emilio Gómez Muriel) y El bulín (1969, Ángel Acciaresi).
Compartió escenas con grandes de la escena nacional como Norberto Suárez, Graciela Borges, Rodolfo Zapata, Chico Novarro, Ignacio Quirós, Mauricio Garcés, Alberto Fernández de Rosa, Héctor Gancé, entre otros.
En teatro trabajó en la obra Mamá Culepina con un estelar elenco entre los que se encontraban Augusto Blas, Cayetano Biondo, Ricardo Castro Ríos, Roberto Fiore, Golde Flami, Niní Gambier, Mabel Landó, José María Langlais, Miguel Ligero, Angélica López Gamio, entre otros.
Estuvo casada con Mauricio de Ferraris. Tuvo un sonado romance con el actor Juan Carlos Barbieri. También en la década de 1970 fue muy comentado un supuesto romance con Rudy Carrié y del mexicano Enrique Rocha, a fines de esa década continuó su carrera en México .
Con el correr del tiempo dejó la carrera artística para formar una familia, se casó en 1972 con el aviador Domingo Demarco, quien administró los asuntos del grupo de Gastón Perkins y quien supo tener un romance con la actriz Estela Molly. Junto a él  tuvo dos hijas Candela y Romina y luego se radicó definitivamente en Miami.

## Filmografía
- 1971: Siempre te amaré.
- 1969: El bulín.
- 1968: La cama.
- 1968: Che, OVNI.
- 1966: Una ventana al éxito
- 1966: Ritmo, amor y juventud
- 1966: Villa Delicia, playa de estacionamiento, música ambiental.
- 1966: Necesito una madre.
- 1965: Orden de matar.

## Televisión
- 1978: Casada por poder.
- 1973: Tropicana Club.

## Teatro
- 1974: Mamá Culepina, estrenada en el Teatro Nacional Cervantes.